# Javier Navarro
Francisco Javier Navarro  Navarro (Valencia, 1969) es escritor e historiador.

## Historia
Doctor en Historia y profesor de la Universitat de València, es especialista  en la historia del anarquismo y en el campo de estudios de la Segunda República y la Guerra Civil, así como la cultura y la memoria en la España del siglo XX.
Entre su producción cabe destacar,  entre otros, sus libros El paraíso de la razón. La revista Estudios, 1928-1937, y el mundo cultural anarquista  (1997), Ateneos y grupos ácratas (2002), A la revolución por la cultura. (2004), Valencia, capital antifascista. Visiones e impresiones de una ciudad en guerra (2007), así como sus artículos en revistas y capítulos en diferentes obras colectivas como, por ejemplo: Tierra y Libertad. Cien años de anarquismo en España (2010), o Y Valencia fue capital de España, 1936-1937 (2020).

## Literatura
Escritor especializado en la literatura fantástica y de terror, ha publicado el libro de cuentos Tableaux Vivants. Diez cuadros vivientes, publicado por la Editorial Contrabando en Valencia en 2015 , una compilación de relatos en los que lo siniestro y lo extraño aparece en la vida cotidiana con una alta dosis de inquietud y, en ocasiones, humor negro.
También ha participado en las antologías de relatos Imprevisualizaciones (2013), Once cámaras acorazadas (2015) y El arte del microrrelato (2016).
Su obra más reciente es La Pasión según Diodoro (2022), una sátira sobre el fanatismo religioso ambientada en una ciudad del Mediterráneo asolada por una plaga y por la que circulan una serie de extraños personajes.
Entre sus referentes se encuentran los grandes clásicos de la literatura fantástica y de terror como Edgar Allan Poe, Guy de Maupassant, Ambrose Bierce, Julio Cortázar o Adolfo Bioy Casares y algunos de los grandes referentes contemporáneos de las letras españolas como Cristina Fernández Cubas, Álvaro Cunqueiro, Joan Perucho y José María Merino.
Participa asimismo en el podcast Le Fantastique.